# مات لوسينا
مات لوسينا (بالإنجليزية: Matt Lucena)‏ مواليد 4 أغسطس 1969 في تشيكو، هو لاعب كرة مضرب أمريكي بدأ مسيرته كمحترف سنة 1992 يلعب باليد اليمنى. هو أحد أبطال الجراند سلام. أعلى تصنيف له في الفردي كان المركز الـ 312 في سنة 1993. أعلى تصنيف له في الزوجي كان المركز الـ 62 في سنة 1996.

## بطولات حققها
- بطولة أمريكا المفتوحة للتنس

## النهائيات

### الزوجي المختلط: 1 (0–1)
| الحصيلة | الرقم | السنة | الدورة               | الشريك          | المنافس في النهائي      | النتيجة في النهائي |
| ------- | ----- | ----- | -------------------- | --------------- | ----------------------- | ------------------ |
| الفوز   | 1.    | 1995  | أمريكا المفتوحة 1995 | ميريديث ماكغراث | سيريل سوك جيجي فرنانديز | 6–4, 6–4           |

## روابط خارجية
- مات لوسينا على موقع رابطة محترفي التنس (الإنجليزية)
- مات لوسينا على موقع الاتحاد الدولي لكرة المضرب (الإنجليزية)
- مات لوسينا على موقع خلاصة التنس.كوم (الإنجليزية)